# Changes (album Don Carlosa)
Changes – piętnasty album studyjny Don Carlosa, jamajskiego wykonawcy muzyki roots reggae.
Płyta została wydana 15 marca 2010 roku przez Don Carlos Records, własną wytwórnię wokalisty (w Europie ukazała się nakładem Heartbeat Records). Produkcją krążka zajął się sam wykonawca we współpracy z Davidem Lodge’em.

## Lista utworów
1. "Rude Boy"
2. "Really And Trully"
3. "I Don't Know"
4. "I Love Jah Jah"
5. "Changes"
6. "My Life" (remix)
7. "Lady Luck"
8. "Favorite Cup"
9. "Hallelujah" feat. Chaka Demus
10. "When"
11. "Oh Lord"
12. "Young Girl" (remix)
13. "My Life" (reggae version)

## Muzycy
- David Lodge - gitara, gitara basowa, perkusja
- Joshi Marshall - saksofon tenorowy
- Gabe Eaton - saksofon altowy
- Marty Wehner - puzon
- Gavin Distasi - trąbka